# Le Pont de Nahin
Le Pont de Nahin est un tableau réalisé par le peintre français Gustave Courbet vers 1839. De fomat horizontal, cette peinture à l'huile sur papier marouflé sur toile est une peinture de paysage qui représente le pont de Nahin d'Ornans, sur la Loue, dans le Doubs. Passée entre les mains de Juliette Courbet, l'œuvre est exposée depuis 1976 au musée Courbet, situé à Ornans.
Le tableau est recensé dans la base Joconde depuis le 23 août 2022.

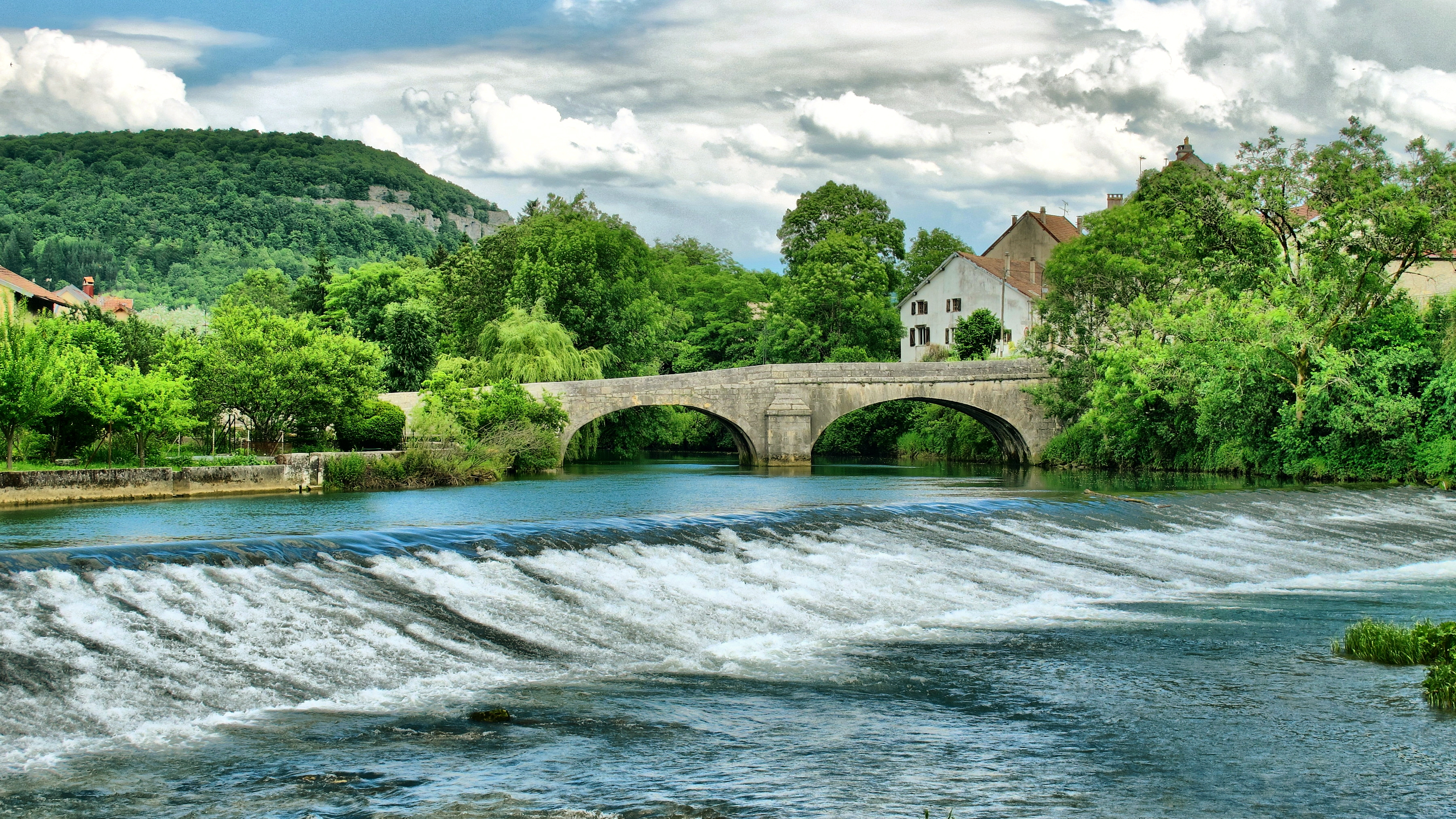
Photo du pont de Nahin prise en 2012.

La photographie ci-contre, dont l'angle de vue est quasi identique à celui du tableau, montre que Gustave Courbet a réalisé une vue fidèle du pont et du haut du barrage qui se situe juste en aval.